# Karl Kleinhans
Karl Kleinhans (* 15. Dezember 1836 in Neuhof; † 27. Januar 1911 in Marburg) war ein preußischer Generalleutnant.

## Leben

### Herkunft
Karl Kleinhans war ein Sohn des Justizamtmann in kurhessischen Diensten Christian Kleinhans († 1866) und dessen Ehefrau Charlotte, geborene Cornelius († 1871).

### Militärkarriere
Kleinhans erhielt seine Erziehung im elterlichen Hause und durch einen Hauslehrer. Nach seiner Vorbereitung für das Fähnrichsexamen trat er am 20. Januar 1854 als Freiwilliger in die 6. Kompanie des 3. Infanterie-Regiments der Kurhessischen Armee ein. Bis Mitte Oktober 1856 avancierte er zum Leutnant und war von November 1859 bis Mai 1861 zur Strafanstalt in Marburg kommandiert. Daran schloss sich eine Verwendung als Adjutant des I. Bataillons an. In dieser Eigenschaft nahm Kleinhans 1866 am Krieg gegen Preußen teil.
Nach der Annexion des Kurfürstentums Hessen trat Kleinhans am 30. Oktober 1866 in die Preußische Armee über und wurde als Premierleutnant im Infanterie-Regiment Nr. 75 in Harburg angestellt. Mitte Oktober 1869 erfolgte seine Kommandierung als Adjutant der 6. Infanterie-Brigade nach Stettin. Als solcher nahm Kleinhans zu Beginn des Krieges gegen Frankreich an der Schlacht bei Gravelotte teil und wurde während der Belagerung von Metz am 16. Oktober 1870 als Hauptmann und Kompaniechef in das 3. Magdeburgische Infanterie-Regiment Nr. 66 versetzt. Mit diesem Verband wirkte Kleinhans bei der Belagerung von Paris und erhielt das Eiserne Kreuz II. Klasse.
Am 25. Juli 1874 wurde Kleinhans mit einem Patent vom 3. Mai 1869 in das 6. Ostpreußische Infanterie-Regiment Nr. 43 versetzt und als Adjutant der 5. Division kommandiert. Unter Belassung in diesem Kommando erfolgte Anfang Februar 1876 seine Versetzung in das 2. Oberschlesische Infanterie-Regiment Nr. 23 sowie einen Monat später die Beförderung zum überzähligen Major. Mit der Ernennung zum etatmäßigen Stabsoffizier im Leib-Grenadier-Regiment (1. Brandenburgisches) Nr. 8 trat Kleinhans am 18. Mai 1876 in den Truppendienst zurück. Er war von Februar 1878 bis Dezember 1883 Kommandeur des I. Bataillons und rückte anschließend zum Oberstleutnant im Regimentsstab auf. Unter Stellung à la suite beauftragte man Kleinhans am 5. Februar 1887 zunächst mit der Führung des 6. Badischen Infanterie-Regiments „Kronprinz Friedrich Wilhelm“ Nr. 114. Am 8. März 1888 wurde er als Oberst zum Regimentskommandeur ernannt und im Jahr darauf mit dem Kommandeurkreuz II. Klasse des Ordens vom Zähringer Löwen sowie mit dem Ehrenkreuz II. Klasse des Fürstlichen Hausordens von Hohenzollern ausgezeichnet. Mit der Beförderung zum Generalmajor folgte am 24. März 1890 seine Versetzung nach Bromberg als Kommandeur der 7. Infanterie-Brigade. Kleinhans erhielt den Roten Adlerorden II. Klasse mit Eichenlaub und wurde am 16. März 1893 in Genehmigung seines Abschiedsgesuches mit dem Charakter als Generalleutnant und mit Pension zur Disposition gestellt.
Nach seiner Verabschiedung zog er nach Marburg, wo er am 27. Januar 1911 starb.

### Familie
Kleinhans hatte sich am 17. Oktober 1871 in Fulda mit Marie Freiin von Uslar-Gleichen (* 1840) verheiratet. Aus der Ehe gingen der spätere deutsche Generalmajor Friedrich Kleinhans (1873–1948) und die Tochter Elsa hervor.